# トルクメニスタンの音楽
トルクメニスタンの遊牧民的で農村部のような素朴な音楽はキルギスやカザフスタンの民族音楽と密接な関係がある。バフシーと呼ばれる旅行音楽家やスピリチュアルヒーリングや魔術師などのシャーマンにより演奏されるトルクメニスタンの伝統音楽は、アカペラもしくはドゥタールと呼ばれる2弦のリュートに似た楽器を使用して歌う形式をとる。
トルクメニスタンの国民的な詩人としては18世紀の詩人マフトゥームグリー・ピラーギーが挙げられる。中央アジアの伝統音楽、ムガムはトルクメニスタンにおいて、現在もムカムラル (mukamlar)という名前で演奏されている。

## 国歌
ソビエト連邦時代、トルクメニスタンの国歌はアマン・ケキロフ作詞、ヴェリ・ムハトフ (Veli Mukhtov)作曲の「トルクメニスタン」であった。独立後の1997年に国歌が一新され、サパルムラト・ニヤゾフが作詞を行った独立、中立、トルクメニスタンの国歌が国歌となった。

## ドゥタール
ドゥタールはトルクメニスタンの伝統音楽を代表する楽器である。ドゥタールはムカムラルやサルトゥクラルからキルクラルやナヴォイまで様々なジャンルの音楽に使用される。これらの音楽はサザンダ (sazanda) と呼ばれるプロの演奏家により演奏される。

## トゥイドゥク
トゥイドゥク (Tuiduk) はズルナに似た管楽器である。トルクメニスタンの民謡においては、粘土から作られたアダムには魂がなく、ジブリールがトゥイドゥクを奏でたことで魂が吹き込まれたとしている。トルクメニスタンの伝説によると、トゥイドゥクが発明された主な要因は悪魔により奏でられたことにあったとされる。また、古代から復活した慶事のため客を招待する儀式がある。二人のトゥイドゥクの演奏家が互いに向い合って立ち、楽器を上に向けて合奏を行う。これが行われている間彼らはこの儀式がシャーマニズムと結びつけるため使用されることを示すように呪術的な円を描いて踊りまわりながら演奏する。

## ディリ・トゥイドゥク
ディリ・トゥイドゥク (Dili tuiduk) はトルクメニスタンの木管楽器である。ディリ・トゥイドゥクはトルクメニスタンの民族音楽で使用されるクラリネットに似た単簧楽器である。(この画像を参照)
楽器の音階は6つの指の穴をもつクラリネットよりも大きなものであり、高音域は吐く息の量により制御を行う。
トルクメニスタンのディリ・トゥイドゥクは春に遊牧民により数分間演奏されるもので、リードは高く設定されているが、ヒツジの見張りとして使われるこの道具一式は遊牧民が個々に所有するものであり街に到着するためには金額と時間を要する。

## ガルギ・トゥイドゥク
ガルギ・トゥイドゥク (Gargy-tuyduk) はリードの長いフルートに似た楽器であり、伝説によると楽器の起源はアレクサンドロス大王と関わりがあり、古代エジプトに似たような楽器が存在したとされている。起源となった楽器の名称はテュルク諸語で呪いを意味するガルギシュ (gargysh)、ガルガマク (gargamak)、ガルギシャ・ガルマク (gargysha galmak)、ガルギシュ・エトメク (gargysh etmek) などが候補として挙げられている。また、カルギラ (Kargyra) やハルヒラ (Kharkhira) とも関わりがあるとされており、北部のトルコ語話者 (ハカス、ヤクート、トゥヴァ人)などは音楽に合わせ合唱する。ガルギ・トゥイドゥクの音は二つの音域のカルギラに合わせることが一般的である。

## バフシー
バフシー (Bakhshy) はトルクメン人の社会において、トゥイドゥク奏者とともにかつて重要な役割を果たしていた音楽家であった。バフシーは結婚式や子供の生誕時、その他の慶事の際にドゥタールを演奏する。

## ムガム
ムガム (Mugam) は中央アジア全体で見られる伝統音楽であり、トルクメニスタンではドゥタール奏者もしくはギジャク奏者により演奏される。